# کا سا وا
کا سا وا (انگلیسی: Ka Hsaw Wa؛ زادهٔ ۱ ژانویهٔ ۱۹۷۰) فعال حقوق بشر اهل میانمار است. وی یکی از اعضای گروه بومی حقوق بشر کارن می‌باشد. او به همراه همسرش، کیتی ردفورد که وکیل حقوق بشر و محیط زیست است، از بنیانگذاران و مدیران انجمن بین‌المللی حق‌زمین می‌باشند، سازمانی که بر حقوق بشر در برمه و سایر مناطق تمرکز دارد، «جایی که حمایت از حقوق بشر و محیط ذاتاً به هم مرتبط است.» کا ساو وا و کیتی ردفورد دو فرزند خردسال دارند.

## زندگی‌نامه
کا سا وا با نام دیگری متولد شد اما آن را مخفی نگه داشته تا از خانواده خود در میانمار محافظت کند. او بیش از ۱۵ سال است که پدر و مادرش را ندیده است. کا سا وا در زمان تبعید در ایالات متحده نام «کا سا وا» را به معنای «فیل سفید» برای خود برگزید. فیل‌های سفید به‌طور سنتی توسط مردم کارن به عنوان نماد درستکاری و قدرت و همچنین منادی تغییرات شگرف تصور می‌شوند.
کا سا وا پدرش یک پزشک بود و در برمه بزرگ شد، وی در جوانی از امتیاز اقتصادی نسبی برخوردار بود. با این حال، هنگامی که او وارد کالج شد، به زودی در زمینه‌های سیاسی فعال شد و به سرعت به یک رهبر دانشجویی تبدیل گردید. دولت برمه در ۱۹۸۸ وحشیانه به دانشجویان حمله کرد و بسیاری را کشت. کا سا وا دستگیر و شکنجه شد. او پس از آن برمه را ترک کرد، اما دوباره به میانمار بازگشت تا در یک کمپین عکاسی طولانی مستند شرکت کند و از تخریب محیط زیست و بومیان، و همچنین نقض شدید حقوق بشر، از جمله قحطی، تجاوز به عنف سیستماتیک، و تخریب کل روستاها گزارش تهیه کند. بیشتر مشکلاتی که او مستند کرد مربوط به ساخت و بهره‌برداری از یک خط لوله نفت در منطقه یادانا برای شرکت‌های نفتی یونوکال (مستقر در ایالات متحده) و شرکت توتال (مستقر در فرانسه) بود.
کا سا وا و همسرش کتی ردفورد از طریق انجمن بین‌المللی حق‌زمین و به‌کارگیری یک استراتژی حقوقی منحصربه‌فرد از قانون شکنجه خارجیان ایالات متحده در ۱۷۸۹، که می‌گوید «محاکم فدرال صلاحیت رسیدگی به تخلفاتی را دارند که نقض قانون ملل باشد،» کارزار قضایی فدرال را علیه یونوکال به راه انداختند. که شامل نقض اساسی حقوق بشر و نسل‌کشی می‌شود، تا شرکت را مجبور کند مسئولیت نقض حقوق بشر ناشی از اقدامات خود را بر عهده بگیرد. در این پرونده، یونوکال در نهایت موافقت کرد که به ۱۵ روستایی ناشناس که متحمل کار اجباری، تجاوز جنسی و قتل شده بودند، غرامت بپردازد. کا سا وا حدود ۳۰ سال است که داستان‌های مردم را مستند می‌کند تا نقض حقوق بشر در سرزمین خود را افشا کند.
فعالیت‌های خط مقدم کا سا وا در ۲۰۰۶ در فیلمی با نام انکار کامل به نمایش درآمد. توضیحات بر اساس نقش او در این فیلم به شرح زیر است:
«کا سا وا زندگی خود را وقف فعالیت‌های حقوق بشری کرد، به زبان انگلیسی و برمه‌ای روان صحبت می‌کند، در حالی که با مرزبانان برای ورود به کشور موش و گربه‌بازی داشت با یک همکار حقوقی‌اش ازدواج کرد و تشکیل خانواده داد. او برای زندگی می‌جنگد تا از وطن خود حفاظت کند. در یک نقطه فیلم او نحوه شکنجه شدن خود را توصیف می‌کند. وقتی به مناطق دشوار جنگل می‌رود، اسلحه حمل می‌کند تادر صورت دستگیری برای جلوگیری از شکنجه به زندگی خود پایان دهد.»
کا سا وا و انجمن بین‌المللی حق‌زمین، در مبارزات برای دموکراسی و حقوق بشر در برمه، که در آن تعدادی از معترضان، از جمله راهبان، کشته و صدها معترض دستگیر شدند مشارکت داشتند. آنها برای پایان دادن به خشونت فعلی علیه مردم تلاش می‌کنند. کا سا وا در پاسخ به اعتراضات سال ۲۰۰۷ گفته است:
«من به عنوان کسی که وحشیگری این رژیم را در ۱۹۸۸ تجربه کردم، خوشحالم که این بار، جهان به تماشای آن نشسته است. اما این کافی نیست. جامعه بین‌المللی، از جمله شرکت‌های چند ملیتی، باید از هم‌اکنون برای جلوگیری از خونریزی بیشتر در میانمار اقدام کنند. مردم. برای مدت طولانی رنج عمیقی کشیده‌اند — آنها قبلاً فداکاری زیادی کرده‌اند و متوقف نخواهند شد.»

## جوایز و تقدیر
- جایزه محیط زیست گلدمن (۱۹۹۹)
- جایزه حقوق بشر ریباک (۱۹۹۹)
- برنده جایزه ویتلی با حمایت استینگ و ترودی استایلر (۲۰۰۴)
- جایزه رامون مگسیسی برای رهبری اضطراری (۲۰۰۹)